# Động mạch cảnh ngoài
Động mạch cảnh ngoài là một động mạch chính của vùng đầu và cổ. Nó xuất phát từ động mạch cảnh chung khi động mạch này chia làm hai nhánh là động mạch cảnh trong và cảnh ngoài. Động mạch cảnh ngoài cấp máu cho vùng mặt và cổ.

## Cấu trúc
Động mạch cảnh ngoài bắt đầu từ bờ trên của sụn giáp, và đi ra trước và lên trên, sau đó đi vào trong khoảng không gian phía sau xương hàm dưới, tại đây động mạch chia làm hai nhánh tận là động mạch thái dương nông và động mạch hàm trong tuyến mang tai.
Khi đi lên trên động mạch giảm kích thước, do phải chia các nhánh bên cấp máu cho vùng cổ.
Tại chỗ xuất phát, động mạch này nằm gần da và ở phía trong so với động mạch cảnh trong, và ở trong tam giác cảnh.

### Phát triển
Ở trẻ em, động mạch cảnh ngoài nhỏ hơn động mạch cảnh trong; nhưng ở người lớn, hai mạch máu này gần bằng nhau.

### Liên quan
Động mạch cảnh ngoài được che phủ bởi da, cân nông, cơ bám da cổ, cân sâu, và bờ trước của cơ ức đòn chũm; động mạch bắt chéo với thần kinh hạ thiệt, các tĩnh mạch lưỡi, mặt chung, và các tĩnh mạch giáp trên; Và khi đi qua Cơ nhị thân và cơ trâm móng; động mạch đi sâu vô tuyến mang tai, và nắm sâu hơn thần kinh mặt và nơi bắt chéo của tĩnh mặt thái dương và hàm trong.
Nằm phía trong của động mạch là xương móng, thành hầu, thần kinh thanh quản trên, và một phần của tuyến mang tai.
Ở phía trong động mạch, phần đi trong đoạn cổ là động mạch cảnh trong.
Phía sau động mạch, gần nơi xuất phát là thần kinh thanh quản trên; khi đi lên trên, động mạch cảnh ngoài ngăn cách với động mạch cảnh trong bởi cơ trâm lưỡi, cơ trâm hầu, thần kinh lưỡi hầu, nhánh hầu của thần kinh lang thang, và một phần của tuyến mang tai.

## Chức năng

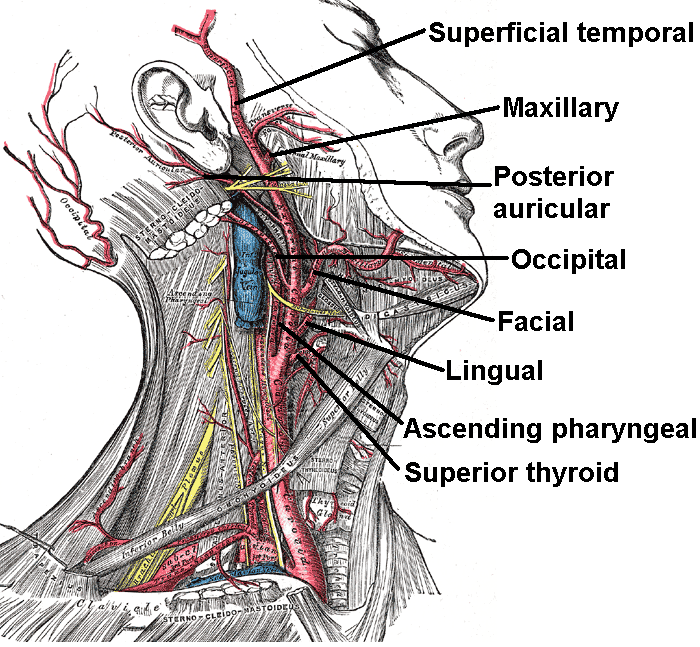
Các nhánh của động mạch cảnh ngoài.

Khi đi lên trên, động mạch cấp máu cho:
- Trong tam giác cảnh:[2]
  - Động mạch giáp trên, xuất phát từ mặt trước
  - Động mạch hầu lên - xuất phát từ mặt trong hay sâu
  - Động mạch lưỡi - xuất phát từ mặt trước
  - Động mạch mặt - xuất phát từ mặt trước
  - Động mạch chẩm - xuất phát từ mặt sau
- Động mạch tai sau - xuất phát từ mặt sau
- Động mạch ức đòn chũm - xuất phát từ mặt sau

Động mạch cảnh ngoài tận cùng bởi hai nhánh:
- Động mạch hàm
- Động mạch thái dương nông

## Hình ảnh

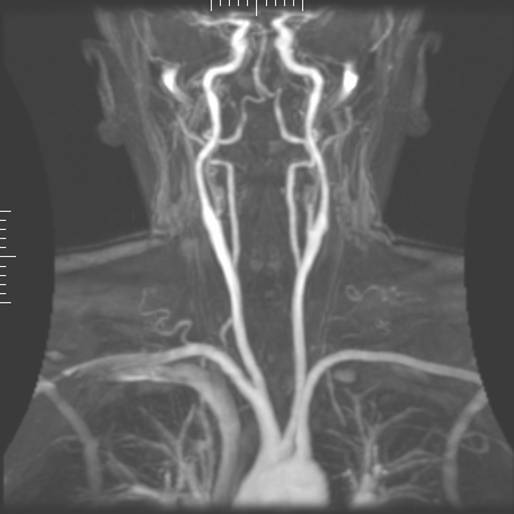
Magnetic Resonance Angiography